# تورية أولهيري
تورية اولهيري هي كاتبة وأديبة مغربية. عملت بالتدريس بمدرسة المعلمين العليا في مكناس ونشرت العديد من المقالات في مجال النقد الأدبي بالإضافة إلى بعض المقالات التي تحدثت فيها عن كل من المؤلفين المغاربة والفرنسيين وبعض كتاب القرن السادس عشر.
صدر لتورية روايتان هما:«المطلقة» (دار أفريقيا الشرق للنشر، 2001)، و «غرفة الليالي البيضاء» (دار مرسم للنشر، 2002).
تدور أحداث رواية «المطلقة» حول امرأة شابة متحضرة تدعى نيران، فقدت صبرها لكونها عاقرًا وهجرها زوجها بعد خمسة عشر عامًا من الزواج والضغط الأسري والاجتماعي وتزوج من امرأة أصغر سنًا وأكثر خصوبة. يناقش هذا الكتاب مسألة خاصة ومثيرة للقلق خاصة في المجتمعات الريفية المعاصرة بالمغرب.
أما فيما يتعلق برواية «غرفة الليالي البيضاء» فهى تتحدث عن امرأة تنسحب من محيطها، وتعيد تقييم الماضي، في محاولة جاهدة منها لفهم مسار حياتها.

## وصلة خارجية
- Oliveras, Carlota (2005), "Touria Oulehri. La répudiée", Lletra de Dona in Centre Dona i Literatura, Barcelona, Centre Dona i Literatura / Universitat de Barcelona (in Spanish)

## سليمة الوالى العالمى
سليمة الوالى العالمى هي بطلة مغربية ولدت يوم 23ديسمبر 1983 في قرية با محمد وأكملت تخطي 3000 متر من الموانع في دورة الألعاب المغربية الصيفية لعام 2012.

## السيرة الذاتية
شاركت سليمة في التصفيات النهائية لبطولة العالم عام 2013، وحصلت على الميدالية الفضية في ألعاب البحر الأبيض المتوسط، وقد احتلت المركز الثالث في تخطى 3000 من الموانع في بطولة أفريقيا عام 2014 في مراكش أمام البطلتين الأثيوبيتين هيوت أياليو وصوفيا أسيفا.

## قائمة الفائزين
| التاريخ | المسابقة                 | المكان | النتيجة     | الأداء            |
| 2013    | بطولة العالم             | موسكو  | المركز ال15 | 10 دقائق و8 ثوان  |
| ------- | ------------------------ | ------ | ----------- | ----------------- |
| 2014    | بطولة أفرقيا             | مراكش  | المركز ال3  | 9 دقائق و33 ثوان  |
| 2014    | كأس القارات لألعاب القوة | مراكش  | المركز ال6  | 10 دقائق و35 ثوان |
| 2015    | بطولة العالم             | بكين   | المركز ال10 | 9 دقائق و32 ثوان  |

## التسجيلات
| اختبار              | الأداء            | المكان | التاريخ       |
| ------------------- | ----------------- | ------ | ------------- |
| 3000 متر من الحواجز | 9 دقائق و20 ثانية | موسكو  | 17 يوليو 2015 |